# A Plague Tale: Innocence
A Plague Tale: Innocence è un videogioco action-adventure del 2019, sviluppato da Asobo Studio e pubblicato da Focus Home Interactive per PlayStation 4, Xbox One e Windows. Nel 2021 sono state realizzate versioni aggiornate per Nintendo Switch, PlayStation 5 e Xbox Series X/S.

## Trama
Nella Francia del 1348, in piena guerra dei cent'anni e afflitta dalla diffusione della peste nera, Amicia de Rune è un'adolescente rampolla di una nobile famiglia, che vive nelle campagne dell'Aquitania. Suo fratello minore Hugo è affetto sin dalla nascita da un morbo misterioso e Beatrice, la loro madre, un'alchimista, lo ha rinchiuso nella loro magione mentre cerca un antidoto per curarlo. Durante una battuta di caccia con suo padre Robert, Amicia scorge i primi segni della peste, e inoltre assiste alla morte del suo cane, Lion, che viene brutalmente divorato da qualcosa. Al ritorno verso casa, arrivano le truppe dell'Inquisizione guidate da Lord Nicholas, che razziano la proprietà in cerca di Hugo, uccidendo Robert e diversi servitori. Beatrice ordina ad Amicia di portare Hugo dal suo medico Laurentius, prima di venire apparentemente uccisa.
Amicia e Hugo fuggono verso un villaggio vicino, dove scoprono che orde di ratti famelici stanno diffondendo la peste e divorando tutto ciò che incontrano. Una volta sfuggiti dagli ostili abitanti del villaggio e dai soldati dell'Inquisizione, i fratelli raggiungono la fattoria di Laurentius, dove lo trovano a letto, contagiato anche lui dal morbo. L'alchimista implora Amicia di trovare una cura per la malattia di Hugo. Durante un attacco dei ratti alla fattoria, la casa di Laurentius prende fuoco, e Amicia e Hugo fuggono con il suo apprendista Lucas verso Château d'Ombrage, sede occulta degli Alchimisti.
Lucas spiega ai due fratelli che in Hugo si è risvegliato un potere soprannaturale chiamato Macula, rimasto dormiente nel sangue di certe nobili famiglie dai tempi della peste di Giustiniano. Beatrice e Laurentius erano in cerca di una cura, mentre il Grande Inquisitore Vitalis Benevent bramava il suo potere. I ragazzi vengono catturati dai soldati; ad aiutarli trovano i gemelli Mélie e Arthur, ma quest'ultimo viene catturato mentre tutti gli altri corrono verso il castello. In seguito Mélie abbandonerà gli altri per correre in aiuto di Arthur.
Amicia scopre che la ricetta del'elisir che può curare la Macula è celata in un libro proibito, il Sanguinis Itinera: Lucas le chiede di infiltrarsi nella vicina università per recuperare il manoscritto. Amicia recupera il libro e salva un giovane fabbro di nome Rodric, che la aiuta a fuggire dall'università. I due si ricongiungono al castello con Mélie e Arthur, il quale rivela che Beatrice è ancora viva e viene tenuta prigioniera da Benevent; Amicia chiede però di tenere il fratello all'oscuro di questo, nel timore che lui possa rivivere il trauma della morte della madre: in realtà Hugo ne è già a conoscenza. Quando le condizioni di Hugo peggiorano, Amicia e Lucas tornano alla tenuta dei De Rune per cercare di completare l'elisir nel laboratorio sotterraneo dove Beatrice svolgeva i suoi esperimenti: giunti al maniero, lo trovano infestato dai ratti. Nonostante l'assenza di luce, i ratti non attaccano i due ragazzi: Lucas scopre che essi stanno eseguendo un macabro e insolito rituale di accoppiamento. Ottenuta la pozione, Amicia la somministra a Hugo, che in pochi giorni guarisce completamente; tuttavia, il ragazzino fugge dal castello e si rivolge all'Inquisizione per trovare sua madre, lasciando Amicia piena di sensi di colpa.
Nella cattedrale dove l'Inquisizione ha insediato il suo quartier generale, Vitalis si inietta il sangue di Hugo in modo che anche lui possa godere del potere della Macula. Hugo riesce a fuggire dalla prigione e trovare Beatrice, che gli rivela che la Macula gli dà il potere di controllare i ratti; sfortunatamente i due vengono nuovamente catturati, e Vitalis costringere Hugo a risvegliare completamente il suo potere minacciando di uccidere Beatrice.
Un mese dopo, Château d'Ombrage viene improvvisamente assalito da un'orda di ratti guidati da Lord Nicholas e Hugo, ancora amareggiato nei confronti di sua sorella. Nel tentativo di salvare Amicia, Arthur viene ucciso da Nicholas; quest'ultimo ordina a Hugo di uccidere Amicia, ma la ragazza riesce a riappacificarsi col fratello e affrontare con lui Nicholas, che sparisce in un baratro infestato di ratti. Decisi a vendicare Arthur e ad affrontare l'Inquisizione una volta per tutti, i ragazzi organizzano un piano per usare il potere di Hugo contro Vitalis.
Sulla strada verso la cattedrale il gruppo viene attaccato dai soldati, e Rodric si sacrifica per permettere agli altri di avanzare. Nella chiesa i ragazzi trovano Beatrice e Vitalis, circondato da una schiera di ratti bianchi che ubbidiscono soltanto a lui; i fratelli collaborano per respingere i poteri dell'Inquisitore e, quando Hugo annienta completamente i ratti bianchi, Amicia uccide Vitalis. Tre giorni dopo, sia i ratti sia la peste sembrano scomparsi: la vita incomincia a tornare lentamente alla normalità, sebbene ci sia ancora tanta ostilità nei confronti di Hugo da parte degli abitanti del villaggio. Mélie lascia il gruppo mentre Amicia, Hugo, Lucas e Beatrice si dirigono verso una nuova vita.

## Personaggi
Amicia de Rune
La protagonista del gioco. Amicia è una giovanissima nobildonna di quindici anni di età, figlia maggiore del signore terriero Robert de Rune. È molto diversa dalle tipiche fanciulle della sua estrazione sociale, di indole avventurosa e molto abile nell'utilizzo della fionda, ed è molto legata al fratellino Hugo, verso il quale è molto protettiva. Si ritrova insieme a quest'ultimo a dover sfuggire alla persecuzione da parte di un'armata di inquisitori mentre nelle sue terre imperversa una misteriosa epidemia che causa una innaturale infestazione di topi inferociti. 

Hugo de Rune
Il fratello minore di Amicia, di circa sei anni di età. Hugo è un bambino di costituzione molto fragile, spesso costretto a restare confinato in camera sua a causa dei frequenti malesseri di cui soffre. Quando scoppia epidemia dei topi, Hugo e sua sorella diventano il bersaglio principale degli Inquisitori che ritiene il bambino in qualche modo correlato alla suddetta piaga. Hugo è solitamente molto calmo e obbediente, ma tende ad andare nel panico quando Amicia si allontana troppo da lui.
Robert de Rune
Il patriarca della famiglia de Rune.

## Modalità di gioco
Il videogioco è un action-adventure di genere survival con dinamiche stealth e con all'interno enigmi a puzzle. Il giocatore controllerà Amicia ed è sempre seguita dal fratellino (salvo in alcune sezioni di gioco dove sarà sola o accompagnata da un altro personaggio). Nel corso del gioco i due dovranno sfuggire ai soldati inquisitori che li cercheranno, tuttavia se verranno scoperti si avrà l'opportunità di affrontarli. Amicia possiede una fionda che sarà possibile utilizzare scagliando pietre contro le armature dei soldati per farle cadere, così facendo si potranno colpire i punti vitali. Tale fionda oltre che come arma sarà molto utile per sbloccare i percorsi, ad esempio rompere una catena di un ponte levatoio o stordire le guardie colpendole alla testa.
Si ha l'opportunità di fabbricare speciali tipi di munizioni e rifornimenti, inoltre Amicia può creare proiettili di zolfo che lancia contro i bracieri per accenderli. I nemici principali del gioco sono i ratti, essendo scoppiata una peste, gran parte delle zone sono completamente infestate dai topi ed essi attaccheranno qualunque cosa si avvicini. L'unico modo per tenere i topi lontani è il fuoco e rimanere vicino ai bracieri. Si potranno utilizzare i topi anche per sconfiggere i soldati, se Amicia distrugge la lanterna dei soldati subito dopo i topi attaccheranno i soldati per poi divorarli. Il gioco è suddiviso in capitoli che in totale sono diciassette e ognuno di essi è ambientato in una zona diversa e in alcuni di essi ci saranno più location. In alcuni capitoli ci sono anche dei boss da affrontare.

## Sviluppo
Il gioco è stato interamente sviluppato dalla Asobo e rappresenta il primo titolo originale del gruppo dal rilascio del simulatore di guida Fuel nel 2009. L'intento della Asobo era di creare un videogioco imperneato attorno a una storia complessa e coinvolgente simile a titoli quali The Last of Us e Brothers: A Tale of Two Sons. Gli attori Charlotte McBurney e Logan Hannan attraverso il motion capture hanno creato i due protagonisti del gioco: Amicia e Hugo. I due attori hanno anche doppiato i loro medesimi personaggi e hanno aiutato anche nella sceneggiatura del gioco.
L'editore Focus Home Interactive ha annunciato il gioco per la prima volta nel 2017 col nome di The Plague. All'E3 2017 viene mostrato il primo trailer del videogioco, questa volta il suo nuovo titolo definitivo. Il videogioco è stato ufficialmente pubblicato in tutto il mondo per Microsoft Windows, PlayStation 4 e Xbox One il 14 maggio 2019. Le versioni per Nintendo Switch, PlayStation 5 e Xbox Series X/S del gioco sono disponibili dal 6 luglio 2021; su Nintendo Switch è giocabile tramite cloud.

## Accoglienza
| Testata                                | Versione | Giudizio |
| -------------------------------------- | -------- | -------- |
| Metacritic (media al 31 dicembre 2020) | PC       | 81/100   |
| Metacritic (media al 31 dicembre 2020) | PS4      | 81/100   |
| Metacritic (media al 31 dicembre 2020) | XONE     | 83/100   |
| Destructoid                            | PS4      | 8/10     |
| GameRevolution                         | Tutte    | [ 13 ]   |
| GameSpot                               | Tutte    | 8/10     |
| GamesRadar+                            | Tutte    | [ 15 ]   |
| IGN                                    | Tutte    | 7/10     |
| Jeuxvideo.com (FRA)                    | Tutte    | 16/20    |
| Multiplayer.it (ITA)                   | Tutte    | 8.2/10   |
| PCGamesN                               | PC       | 8/10     |
| Screen Rant                            | Tutte    | [ 20 ]   |
| Windows Central                        | PC       | [ 21 ]   |

A Plague Tale: Innocence ha ottenuto un'accoglienza molto positiva, stando anche ai voti su Metacritic: 81/100 per la versione PC, 81/100 per la versione PS4, e 83/100 per la versione XBox One. Ha ottenuto voti molto alti dalla stampa, che lo ha lodato per l'ambientazione definendola quasi un quadro e la narrazione ben riuscita che ha fatto capire la crescita psicologica dei due protagonisti, ma anche criticato per le espressioni facciali ritenenute troppo lineari per un videogioco portato principalmente per la narrazione.
Nel mese di luglio 2020, gli sviluppatori hanno annunciato che A Plague Tale: Innocence ha raggiunto un milione di copie vendute, superando ogni aspettativa da parte di Focus Home Interactive. Nel Regno Unito, ha raggiunto il nono posto tra i titoli più venduti nella prima settimana d'uscita.
Asobo Studio è una casa produttrice che ha sempre creato videogiochi per conto della Disney o comunque per un pubblico piuttosto giovane. A Plague Tale: Innocence è il primo prodotto indipendente creato dallo studio destinato ad un target più maturo, ragion per cui i critici sono rimasti molto soddisfatti del lavoro svolto.

### Premi
| Anno | Premio                            | Categoria                                      | Esito           | Nota          |
| ---- | --------------------------------- | ---------------------------------------------- | --------------- | ------------- |
| 2019 | 2019 Golden Joystick Awards       | Best Audio                                     | Candidato/a     | [ 26 ]        |
| 2019 | Titanium Awards                   | Game of the Year                               | Candidato/a     | [ 27 ]        |
| 2019 | Titanium Awards                   | Best Art                                       | Candidato/a     | [ 27 ]        |
| 2019 | Titanium Awards                   | Best Game Design                               | Candidato/a     | [ 27 ]        |
| 2019 | Titanium Awards                   | Best Narrative Design                          | Candidato/a     | [ 27 ]        |
| 2019 | Titanium Awards                   | Best Adventure Game                            | Candidato/a     | [ 27 ]        |
| 2019 | The Game Awards 2019              | Best Narrative                                 | Candidato/a     | [ 28 ]        |
| 2019 | Steam Awards                      | Outstanding Story-Rich Game                    | Vincitore/trice | [ 29 ]        |
| 2020 | New York Game Awards              | Premio Big Apple Gioco dell'Anno               | Candidato/a     | [ 30 ]        |
| 2020 | New York Game Awards              | Premio Off Broadway Award Miglior Gioco Indie  | Candidato/a     | [ 30 ]        |
| 2020 | New York Game Awards              | Premio Herman Melville Miglior Sceneggiatura   | Candidato/a     | [ 30 ]        |
| 2020 | NAVGTR Awards                     | Animazione artistica                           | Candidato/a     | [ 31 ] [ 32 ] |
| 2020 | NAVGTR Awards                     | Animazione e tecnica                           | Candidato/a     | [ 31 ] [ 32 ] |
| 2020 | NAVGTR Awards                     | Direzione Artistica                            | Vincitore/trice | [ 31 ] [ 32 ] |
| 2020 | NAVGTR Awards                     | Direzione Telecamera                           | Candidato/a     | [ 31 ] [ 32 ] |
| 2020 | NAVGTR Awards                     | Design Controlli, 3D                           | Candidato/a     | [ 31 ] [ 32 ] |
| 2020 | NAVGTR Awards                     | Design Costumi                                 | Candidato/a     | [ 31 ] [ 32 ] |
| 2020 | NAVGTR Awards                     | Direzione                                      | Candidato/a     | [ 31 ] [ 32 ] |
| 2020 | NAVGTR Awards                     | Design del Gameplay                            | Candidato/a     | [ 31 ] [ 32 ] |
| 2020 | NAVGTR Awards                     | Avventura Originale                            | Vincitore/trice | [ 31 ] [ 32 ] |
| 2020 | NAVGTR Awards                     | Luci e Texturing                               | Candidato/a     | [ 31 ] [ 32 ] |
| 2020 | NAVGTR Awards                     | Colonna Sonora Originale                       | Candidato/a     | [ 31 ] [ 32 ] |
| 2020 | NAVGTR Awards                     | Prestazione, Protagonista (Charlotte McBurney) | Vincitore/trice | [ 31 ] [ 32 ] |
| 2020 | NAVGTR Awards                     | Prestazione, Secondario (Edan Hayhurst)        | Candidato/a     | [ 31 ] [ 32 ] |
| 2020 | NAVGTR Awards                     | Prestazione, Secondario (Tabitha Rubens)       | Candidato/a     | [ 31 ] [ 32 ] |
| 2020 | NAVGTR Awards                     | Editor Sonoro                                  | Candidato/a     | [ 31 ] [ 32 ] |
| 2020 | NAVGTR Awards                     | Effetti Sonori                                 | Candidato/a     | [ 31 ] [ 32 ] |
| 2020 | NAVGTR Awards                     | Uso del Sonoro                                 | Candidato/a     | [ 31 ] [ 32 ] |
| 2020 | NAVGTR Awards                     | Sceneggiatura Drammatica                       | Vincitore/trice | [ 31 ] [ 32 ] |
| 2020 | Pégases Awards 2020               | Miglior Gioco                                  | Vincitore/trice | [ 33 ] [ 34 ] |
| 2020 | Pégases Awards 2020               | Miglior Design Artistico                       | Vincitore/trice | [ 33 ] [ 34 ] |
| 2020 | Pégases Awards 2020               | Miglior Design Sonoro                          | Vincitore/trice | [ 33 ] [ 34 ] |
| 2020 | Pégases Awards 2020               | Miglior Design di Narrativa                    | Candidato/a     | [ 33 ] [ 34 ] |
| 2020 | Pégases Awards 2020               | Miglior Design                                 | Vincitore/trice | [ 33 ] [ 34 ] |
| 2020 | Pégases Awards 2020               | Miglior Ambientazione                          | Vincitore/trice | [ 33 ] [ 34 ] |
| 2020 | Pégases Awards 2020               | Miglior Personaggio                            | Vincitore/trice | [ 33 ] [ 34 ] |
| 2020 | SXSW Gaming Awards                | Eccellenza nella narrativa                     | Candidato/a     | [ 35 ]        |
| 2020 | 16th British Academy Games Awards | Raggiungimento Tecnico                         | Candidato/a     | [ 36 ]        |

## Sequel
Durante l'E3 2021 è stato annunciato un sequel, intitolato A Plague Tale: Requiem, uscito il 18 ottobre 2022 per Microsoft Windows, Nintendo Switch, PlayStation 5 e Xbox Series X/S. La versione per Nintendo Switch sarà un gioco basato sul cloud.